# Stavreviken
Stavreviken – miejscowość (tätort) w Szwecji, w regionie administracyjnym (län) Västernorrland, w gminie Timrå.
Według danych Szwedzkiego Urzędu Statystycznego liczba ludności wyniosła: 222 (31 grudnia 2015), 211 (31 grudnia 2018) i 219 (31 grudnia 2019).